# Rosario Miraggio
Pour les articles homonymes, voir Rosario (prénom).
 (février 2022).
Rosario Miraggio (né le 27 mars 1986 à Naples, Campanie, Italie) est un chanteur italien.

## Biographie
Il commence sa carrière de chanteur à 8ans, en faisant un duo dans le morceau Io canto a te avec son père Franco. En 1996 il reçoit le prix de la meilleure voix enfantine de Mario Merola dans un concours organisé au Théâtre des Palmiers de Naples. Cependant, après de brèves apparitions dans des fêtes publiques et des cérémonies, il interrompt pour un certain temps sa carrière.
Il reprend en 2004, en publiant son premier album Amore in tre parole, qui est un tournant dans sa carrière. En effet l’album obtient un certain succès auprès du public, ce qui permet au chanteur de se faire connaître sur la scène discographique napolitaine. En juin 2006 il sort le second album Io canto a te, dans lequel il réinterprète 9 morceaux de son père.
En 2007 il publie l'album Mille pezzi di cuore, qui représente le plus grand succès de Rosario Miraggio. La même année, dans un des concerts de Giglio D'Alessio, Miraggio fait un duo avec lui pour le morceau Male, de plus le morceau La macchina 50  est choisi comme musique pour le film Gomorra de Matteo Garrone.
En mai 2008 sort le quatrième album Prendere o lasciare qui fait connaître le chanteur également hors du circuit napolitain. En effet il est invité au programme télévisé Buona domenica, où il présente le single qui donne le titre à son album. Au mois de septembre 2008 il participe à la fête populaire de Piedigrotta, assisté par le président Nino D’Angelo, avec la chanson Primma 'e ce lassà. Toujours en 208, la chanson Prendere o lasciare passe quotidiennement en tant que sigle d’une rubrique, dans l’émission Pinocchio sur Radio Deejay.
Le 9 avril 2010 il sort son nouveau single sur toutes les radios Il mio spazio nel tuo tempo.
Le 27 avril il sort son nouvel album contenant 7 morceaux inédits aussi intitulés Il mio spazio nel tuo tempo, album qui finalement sera en promotion dans toute l’Italie et non seulement dans le panorama méridional. Le 28 avril l’album sera présenté, pour la première fois dans la carrière du chanteur, à Milan. Le 30 mars 2011 il sort le nouveau single L'amore che mi dai.

## Style
Il revendique sa filiation par rapport à la chanson classique napolitaine.

## Discographie
- 2005 : Amore in tre parole
- 2006 : Io canto per te
- 2007 : Mille pezzi di cuore
- 2008 : Prendere o lasciare (album)
- 2010 : Il mio spazio nel tuo tempo